# NGC 2245
NGC 2245 est une nébuleuse par réflexion située dans la constellation de la Licorne. Cette nébuleuse a été découverte par l'astronome germano-britannique William Herschel en 1784.